# Potârniche de stâncă
Potârnichea de stâncă (Alectoris graeca) este o pasăre sedentară din familia fazianidelor (Phasianidae) ordinul galiformelor (Galliformes) răspândită în regiunile muntoase din Europa și Asia, cu o talie de 35 cm, spatele și pieptul cenușiu, bărbia și obrajii albi, laturile corpului albe cu dungi verticale întunecate. Cuibul și-l face pe sol, între bolovani înconjurați de ierburi. Se hrănește cu plante (frunze, muguri, semințe, fructe) sau nevertebrate. În România se găsește numai în zona Cazanelor, în locurile stâncoase de pe malul Dunării, fără terenuri împădurite.